# Dammhulteån
Dammhulteån este o arie protejată (arie specială de conservare — SAC, sit de importanță comunitară — SCI) din Suedia întinsă pe o suprafață de 9 ha, integral pe uscat.

## Localizare
Centrul sitului Dammhulteån este situat la coordonatele 58°48′10″N 16°16′21″E / 58.8028°N 16.2726°E.

## Înființare
Situl Dammhulteån a fost declarat sit de importanță comunitară în iulie 2000 pentru a proteja 2 specii de animale. Situl a fost protejat și ca arie specială de conservare în ianuarie 2014.

## Biodiversitate
Situată în ecoregiunea boreală, aria protejată conține 1 habitat natural: Cursuri de apă de la nivel de câmpie la nivel montan, cu vegetație Ranunculion fluitantis și Callitricho-Batrachion.
La baza desemnării sitului se află mai multe specii protejate de  pești (2): zvârluga (Cobitis taenia), zglăvoacă (Cottus gobio).